# Jullanar, a Marítima, e Seu Filho Badr
Jullanar, a marítima, e seu filho Badr é um conto em um só nível, sem sub-histórias, da coletânea As Mil e uma Noites. Trata-se de uma história onde a imaginação corre solta: Jullanar (ou Julnar), que em persa significa “flor de romãzeira” é um ser humano marítimo, cujo pai “era um dos reis do mar” e cuja mãe “tem origem nas mulheres do mar, e não nas mulheres da terra e do chão seco”., uma ondina, segundo Richard Burton.. Um elemento recorrente nesta história, comum na mitologia e folclore (um caso clássico é o sapo que vira príncipe nos contos de fadas), é a transformação de pessoas em animais.

## Resumo da história
Um rei na Pérsia desfruta de muitas concubinas, mas está deprimido porque nenhuma delas consegue lhe dar um filho e herdeiro. Um dia, um mercador lhe oferece uma escrava “mais bonita que um bordado e mais esbelta que um cálamo”, chamada Jullanar. Ela nunca profere uma palavra e passa a maior parte de seus dias olhando pela janela para o mar. O rei fica intrigado com seu comportamento estranho, mas a admira e perde o interesse por suas outras concubinas.
Finalmente, ele implora que ela lhe dirija a palavra. Jullanar revela que está grávida dele e explica seu longo silêncio. Como filha de um rei do mar já morto, ela está longe de casa. Depois de uma discussão com o irmão Sayih, abandonou a família, vindo à terra firme. Ela conta ao rei que o povo do mar consegue andar dentro d’água sem se afogar nem se molhar graças ao poder do anel do profeta Salomão.
Jullanar convoca sua mãe, irmão e cinco jovens do mar. Diz a eles que deseja permanecer com o rei, já que ele a tratou com gentileza. Os membros de sua família ficam no palácio até que o nascimento de Badr, filho de Jullanar. Antes de partirem, presenteiam Badr com pedras marinhas preciosas.
Quando Badr atinge os quinze anos, torna-se rei. Seu pai morre logo depois. Badr vira um líder compassivo que "era generoso com as pessoas, tinha palavras gentis, praticava o bem e só falava de coisas atinentes ao interesse geral". Sayih diz a Jullanar que quer casar Badr com uma princesa do mar. A única que consideram digna é Jawhara, filha do rei Samandal. Badr ouve sua mãe e seu tio descrevendo Jawhara e se apaixona por ela. Quando Sayih descobre o amor de Badr, decide levá-lo ao mar a fim de pedir a mão da princesa, sem informar Jullanar. Quando Sayih aborda o rei com o pedido, este se enfurece e manda cortarem sua cabeça. Cavaleiros enviados pela mãe de Sayih invadem o palácio e capturam o rei Samandal. Jawhara foge amedrontada e se esconde em certa ilha, numa árvore elevada. Badr, temendo por sua vida, escapole e o destino o conduz à mesma ilha onde se abriga Jawhara. Declara seu amor por ela, mas esta, considerando-o culpado pela derrota do rei Samandal, vinga-se transformando-o em uma “ave de bela aparência”. Uma de suas criadas leva Badr, em forma de ave, para uma ilha.
Na ilha, Badr é capturado por um caçador e vendido a um rei. A esposa do rei, “a mais hábil feiticeira de seu tempo”, percebe que Badr é um homem enfeitiçado. Ela o devolve à forma original. Badr tenta retornar a Jullanar, mas naufraga e vai parar em “uma cidade de um branco tão suave quanto a alvura das pombas”. Vê muitos cavalos, mulas e gado, mas nenhum ser humano. Um velho xeique verdureiro diz a Badr que ele veio parar na Cidade dos Feiticeiros. A rainha da cidade, a jovem feiticeira Lab, cujo nome significa "retificação do Sol", transforma todo jovem que entra na cidade, após desfrutá-lo por quarenta dias, em um animal. 
A rainha trava conhecimento com Badr e se interessa por ele. O velho xeique faz Lab jurar por sua fé que não fará mal nem encantará Badr. Este se deslumbra com Lab e seu palácio, e a prefere a Jawhara. Ele pensa: “Se ela se casasse comigo, eu abandonaria meu reino, viveria junto dela e não voltaria para  a minha mãe.” Depois de curtirem a companhia um do outro por quarenta dias, Badr flagra Lab se transformando em um pássaro branco e copulando com um pássaro preto. Desconfia de que este pássaro já foi um homem, suspeita esta confirmada pelo velho, que informa que o pássaro preto já foi um dos escravos mamelucos de Lab. Seguindo as orientações do velho, Badr transforma Lab em uma jumenta malhada e a cavalga para fora da cidade.
Uma velha – a mãe de Lab, disfarçada – induz Badr a vender a mula, e restaura Lab à sua forma humana. Esta transforma Badr de volta em um pássaro, de aparência horrenda. Uma serva alerta o verdureiro, que decide derrotar Lab definitivamente. Um ifrite que ele convoca leva a serva para dar notícias sobre Badr a Jullanar. Esta, sua mãe e seu irmão convocam “todas as tribos de gênios e soldados do mar”, que voam até a Cidade dos Feiticeiros, matam todos os seus habitantes e resgatam Badr, que é devolvido à forma humana. Badr enfim casa-se com Jawhara.